# Skandia Fastigheter
Skandia Fastigheter AB är ett av svenskt fastighetsbolag som äger, utvecklar och förvaltar kontor, bostäder, köpcentrum och samhällsfastigheter i huvudsak i de tre storstäderna Stockholm, Göteborg och Malmö. Skandia Fastigheter är ett helägt dotterbolag till Skandia.

## Historik
Bolaget bildades ursprungligen som ett dotterbolag till S-E-Banken genom att de fastigheter som övertagits av banken som panter efter finanskrisen i Sverige 1990–1994 bolagiserades. Det dåvarande Diligentia noterades på Stockholmsbörsen men förvärvades 2000 av Skandia och avnoterades. Skandias fastighetsverksamhet som bedrevs under namnet Skandia fastigheter samordnades med Diligentia och namnet Diligentia kom att användas för hela Skandias fastighetsägande. 
Vid årsskiftet 2019/2020 ägde Skandia Fastigheter 122 fastigheter till ett värde av cirka 59 miljarder kronor. Bolaget har ca 150 medarbetare.
Vd från juni 2010 till februari 2019 var Anders Kupsu.
Vd från februari 2019 är Åke Pettersson.
I november 2015 bytte bolaget namn från Diligentia till Skandia Fastigheter.